# Char caj
Char caj (mong. хар цай; dosłownie: czarna herbata) – sposób parzenia herbaty w Mongolii. Herbata zaparzana jest przez gotowanie w wodzie. Do  herbaty tej może być dodawana sól a w okresach zimowych kawałki tłuszczu, owczego łoju lub masła. W Mongolii zwyczajowo szanowanego gościa nie częstuje się czarną herbatą, gdyż uważa się to za znak poniżenia.